# عامر حليحل
عامر حليحل (في العبرية: עאמר חליחל؛ الإنجليزية: Amer Hlehel) ممثل فلسطيني في السينما والمسرح، وهو أيضًا كاتب مسرحي.

## نبذة عن حياته
ولد عامر حليحل في قرية الجشّ الجليلية لعائلة تهجرت من قرية قدّيتا في النكبة. يسكن في حيفا.
شارك بتأسيس العديد من المبادرات المستقلة في فلسطين من بينها مسرح الحرية.
شغر منصب المدير الفني لمسرح الميدان في حيفا واستقال من المنصب احتجاجًا على العقاب السياسي الذي فرض على المسرح في العام 2017.

## أعماله المسرحية
أدى حليحل أدوارًا مسرحية في العديد من الأعمال المسرحية منها «خادم السيدين» في دور تروفالدينو، «العذراء والموت» في دور د. روبيرتو ميراندا، مسرحية وليام شكسبير «العاصفة» في دور كاليبان على خشبة مسرح «فرقة شكسبير الملكية في إنكلترا،» إذ قال يوسف«في دور يوسف،» مستوطنة العقاب«في دور الجندي،» دياب«في دور دياب (حائزة جائزة أفضل ممثل في مهرجان مسرحيد 2005)،» جلجامش لم يمت«في دور أنكيدو وغيرها من المسرحيات. كما ظهر في أفلام كثيره منها:» الزمن الباقي"، "أمريكا"، "بدون موبايل«و» الجنة الآن«(الحاصل على جائزة الغولدن غلوب). أيضاً، أخرج الكثير من الأعمال منها:» القصة وما فيها"، "خبر عاجل«، البحث عن الحلم»، «شكراً»، «صلاة» (فيديو) ومؤخراً «التغريبة».

## قائمة بالأعمال السينمائية التي شارك بها
2017: مغني غزة (فيلم)، إخراج هاني أبو أسعد. بدور «كمال».
2016: أمور شخصية (فيلم روائي)، إخراج مهى الحاج.
2010: بدون موبايل (Ish lelo selolari)، إخراج: سامح زعبي. بدور «أبو خالد»، صاحب متجر البيرة.
2009: الزمن الباقي (فيلم روائي)، إخراج إيليا سليمان. بدور «أنيس».
2009: أمريكا (فيلم روائي)، إخراج شيرين دعيبس. بدور «سامر».
2006: فلسطين صيف 2006،
2005: الجنة الآن (فيلم)، إخراج هاني أبو أسعد. بدور «جمال».

## قائمة بالأعمال التلفازية التي شارك بها
2004: إسحق ويعقوب، من سلسلة قصص الله: Ésaü

## مسرحيات من تأليفه
2017: مسرحية طه، عمل مونودرامي من تأليفه وتمثيله عن سيرة حياة وأعمال الشاعر طه محمد علي.
2009: Breaking News، مسرح الميدان، حيفا.
2006: جوها وبهلول (شارك في تأليفه مع علاء حليحل والمخرج)، مسرح الحرية، جنين.

## جوائز وترشيحات
رُشح في العام 2019 لجائزة هيلبمان للفنون الأدائيّة في أستراليا في فئة أفضل ممثل مسرحيّ بدور رئيسيّ، إلى جانب ثلاثة ممثلين آخرين.

## روابط خارجية
- عامر حليحل على موقع IMDb (الإنجليزية)
- عامر حليحل على موقع ألو سيني (الفرنسية)
- عامر حليحل على موقع أول موفي (الإنجليزية)
- عامر حليحل على موقع قاعدة بيانات الأفلام السويدية (السويدية)
- عامر حليحل على موقع قاعدة بيانات الفيلم (الإنجليزية)
- عامر حليحل على موقع كينوبويسك (الروسية)